# Іногамов Аліджан Ясинджанович
Аліджан Ясинджанович Іногамов (нар. 13 вересня 1945) — радянський футболіст, який виступав на позиції захисника. Відомий за виступами у складі московського «Локомотива» у вищій радянській лізі.

## Клубна кар'єра
Аліджан Іногамов є вихованцем футбольної школи московського «Локомотива», і з 1963 року знаходився у складі «залізничників». Спочатку він грав у дублюючому складі, а з 1966 року грав уже в основному складі команди у вищій радянській лізі. Зігравши за московську команду 72 матчі у вищій лізі, Іногамов у 1969 році став гравцем команди класу «Б» «Авангард» з міста Антрацит. У 1970 році він став гравцем команди другої групи класу «А» «Таврія» з Сімферополя, куди він прийшов разом із вихованцями феодосійського футболу Іваном Авдєєвим та Володимиром Заніним, а також із іншим вихованцем московського футболу Володимиром Бєлоусовим. У сімферопольській команді Іногамов зіграв лише частину сезону 1970 року, коли після матчу в Львові його арештували представники правоохоронних органів за правопорушення, скоєне ним ще під час його виступів у Москві, після чого Аліджан Іногамов більше на футбольних полях не виступав.